# Kis szénalepke
A kis szénalepke (Coenonympha pamphilus) a rovarok (Insecta) osztályának a lepkék (Lepidoptera) rendjébe, ezen belül a tarkalepkefélék (Nymphalidae) családjába tartozó faj.

## Előfordulása
A kis szénalepke elterjedési területe egész Európa Észak-Skandináviáig, Észak-Afrika, keleten Szibériáig honos. Magyarországon mindenütt előfordul.

## Megjelenése
A kis szénalepke elülső szárnya 1,4–1,6 centiméter hosszú. Szárnyai felül sárgásbarnák, a külső széleken és az elülső szárny elülső szélén sötétebb szegélyvonallal. A hátulsó szárny fonákján a világosabb külső és a sötétebb belső rész között elmosódó fehéres folt van.

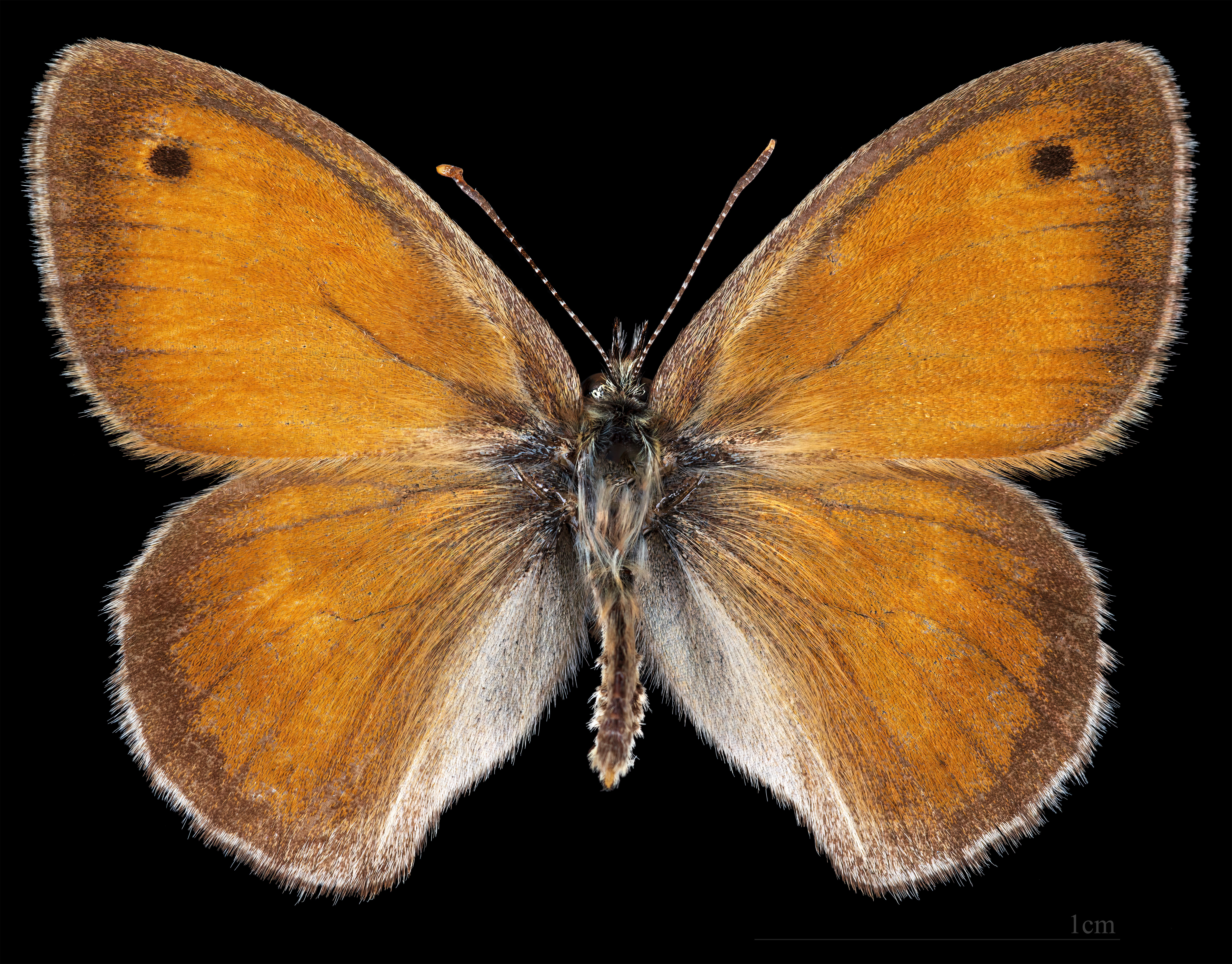
Coenonympha pamphilus ♂
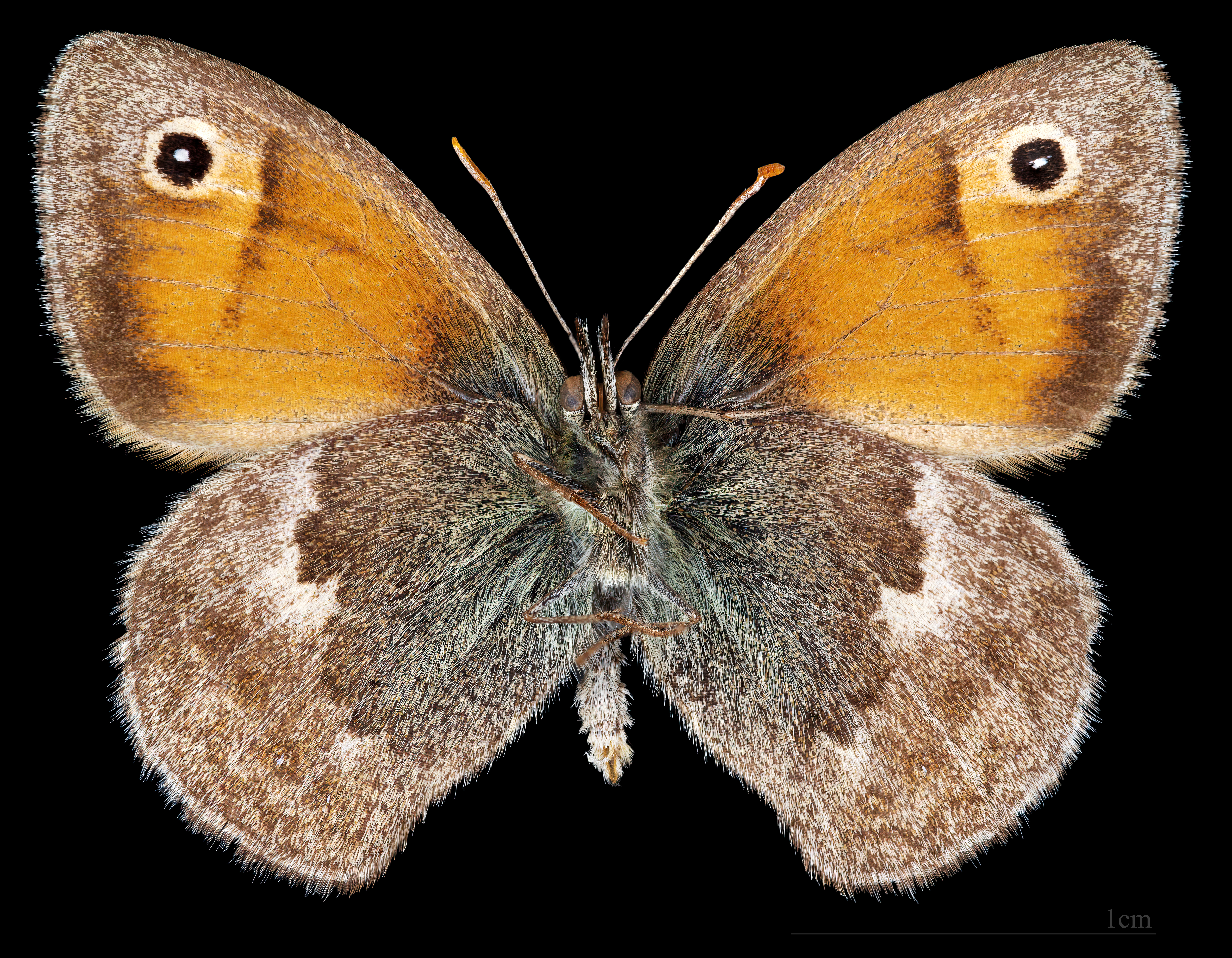
Coenonympha pamphilus ♂ △

## Életmódja
A kis szénalepke rétek, erdei tisztások, parlagok, szántók széle, kertek és parkok lakója. Főleg napfényes lejtőkön, lankás területeken az alföldektől a hegyvidékekig.

## Szaporodása
A kis szénalepkének két, egyes években három nemzedéke is van. Az I. májusban, a II. júliusban, a III. augusztus végétől szeptemberig repül, de mivel repülési idejük egymásba ér, a lepkék tavasztól őszig láthatók. Hernyóidőszaka: az I. nemzedéké augusztustól április végéig, a II.-é június, a III.-é augusztus. A hernyó szürkészöld, hátán sötét hosszanti csík húzódik. Tápláléka különféle füvek, Magyarországon főleg a borjúpázsiton és a csillagpázsiton él. A fiatal hernyó a talajon telel át.